# Megara Hyblaja

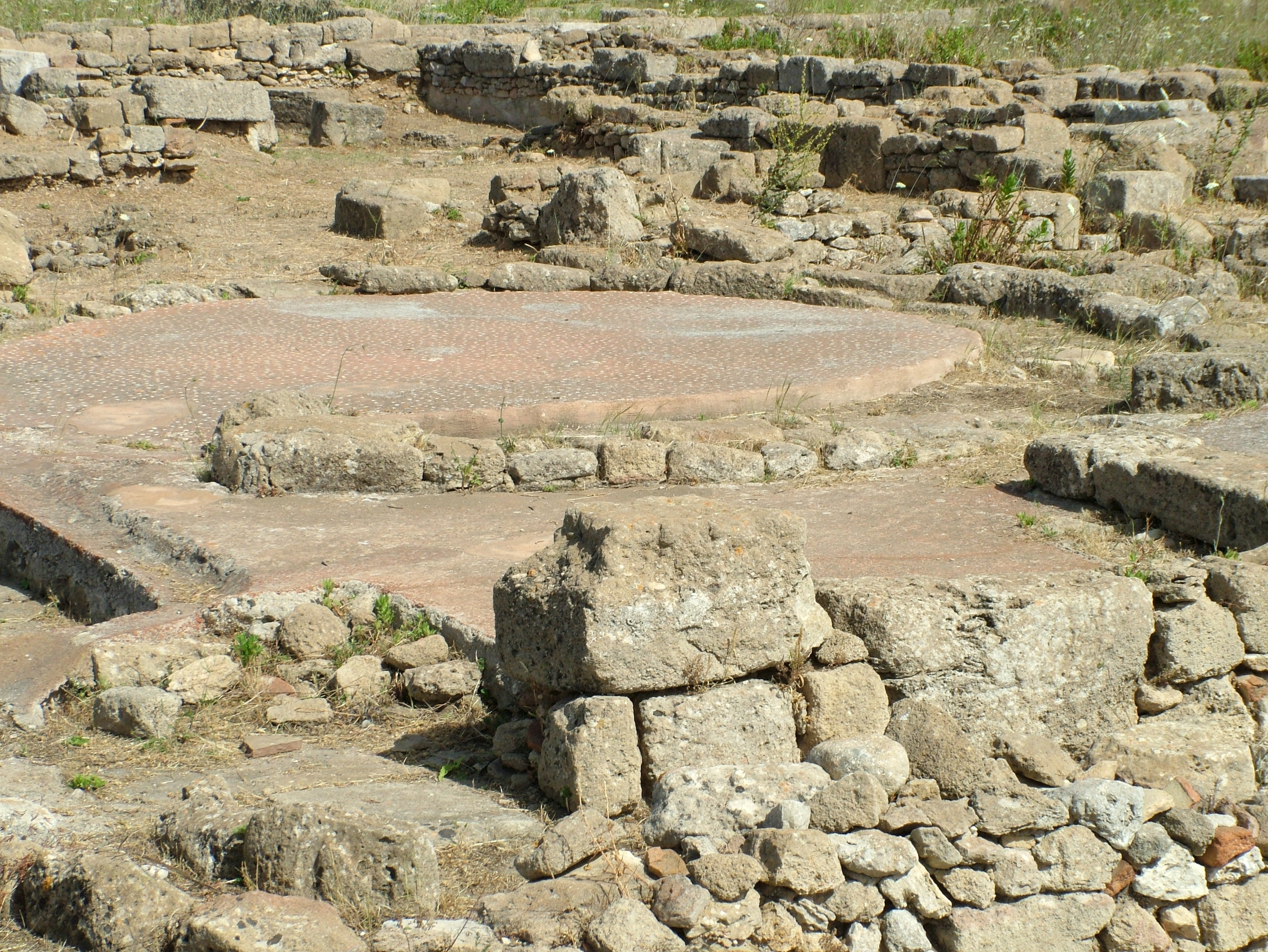
Ruiny osady

Megara Hyblaja – kolonia Megary we wschodniej Sycylii. Założona w roku 728 p.n.e. przez osadników z Megary, których zaprosiło tubylcze plemię Sykulów. Ruiny osady zostały odkryte w 1949 roku przez francuski zespół archeologów.